# Jenteal
Jenteal (Oklahoma, 26 giugno 1976 – 30 ottobre 2020) è stata un'attrice pornografica statunitense, vincitrice nel 1996 del premio AVN Award for Best All-Girl Sex Scene (film) e premiata agli AVN Awards 2021 con l'inserimento nella AVN Hall of Fame.

## Biografia

### Carriera
Nata a Sacramento, si è trasferita a Los Angeles per intraprendere la carriera pornografica. Ha debuttato nel 1994 con il film New Faces, Hot Bodies 15. Dopo aver lavorato con diverse case di produzione, nel 1996 ha firmato un contratto in esclusiva con Vivid Entertainment. Nello stesso anno ottiene l'AVN Awards per la migliore scena tra ragazze insieme a Felecia e Misty Rain. Nel 2000 ha annunciato il ritiro dall'industria pornografica.
Nel 2001 è apparsa nel film Made scritto da Jon Favreau. Nel 2018 è apparsa sul documentario "After Porn Ends 3" che racconta la vita di ex star dell'industria pornografica dopo il ritiro.
Nel 2020 durante la pandemia del Covid-19 si era trasferita nelle Filippine e, dopo una pausa di oltre 15 anni dal mondo del porno, aveva aperto un profilo su OnlyFans.
È morta a 44 anni a seguito delle complicazioni di un intervento chirurgico al piede dopo l'infezione da un tatuaggio fatto da sola.
Nel 2021 è stata inserita postuma nella Hall of Fame dagli AVN Awards.

## Riconoscimenti
- AVN Awards
  - 1996 – Best All-Girl Sex Scene (film) per Fantasy Chamber con Felecia e Misty Rain[7]
  - 2021 – Hall of Fame - Video Branch[8]